# Nacajuca
Nacajuca (en yokot'an: Yäxtup) es una localidad mexicana, cabecera del municipio homónimo, en el estado de Tabasco, siendo una de las cabeceras municipales con menor población del mismo. Cuenta con una de las mayores concentraciones de población indígena que habla maya-chontal en todo el estado. Situado a 24 km al noroeste de la ciudad de Villahermosa, capital del estado, y a 5 km al sur de la ciudad de Jalpa de Méndez.
Las principales actividades económicas son el comercio y la agricultura.

## Toponimia
El nombre de la ciudad proviene del vocablo náhuatl Naca-shushu-can, de nacatl, "caras"; shushuctic, "descolorido", "pálido", y can, terminación toponímica. Es decir, "lugar de las caras pálidas o descoloridas".

## Historia
Los asentamientos humanos en lo que es hoy el territorio del municipio de Nacajuca deben remontarse al momento en que las grandes urbes mayas del clásico y del clásico tardío, como Palenque, Tikal, Uxmal, Bonampak, Reforma, Pomoná y Comalcalco, fueron abandonadas.
Los investigadores han encontrado indicios de que parte de la población de esas grandes urbes se estableció, siguiendo el cauce los ríos, en la planicie de Tabasco y en la zona costera del Golfo de México.
La población indígena, llamada Nacaxuxuca, se fundó el 13 de junio de 1325.
A la llegada de los españoles, en 1518, los maya chontales ocupaban el delta de los ríos Mezcalapa, Grijalva y Usumacinta.
A fines de 1524 y a principios de 1525, el conquistador Hernán Cortés, en camino rumbo a Las Hibueras (Honduras), pasó por Tabasco; en su itinerario, tocó una población que él llamó de Anaxuxuca y que el cronista Bernal Díaz del Castillo nombró Nacaxuxuca, que en lengua náhuatl quiere decir "lugar de caras pálidas o descoloridas", en clara alusión a los habitantes del pantano, que eran presa fácil del paludismo, por la abundancia de mosquitos en estas regiones.

"...Esta provincia de Cupilcon es abundosa de esa fruta que llaman cacao y de otros mantenimientos (...) y mucha pesquería; hay en ella diez o doce pueblos buenos, digo cabeceras, como este de Anaxuxuca, es tierra muy baja y de muchas ciénagas, tanto que en tiempo de invierno no se puede andar, ni se sirven sino en canoas, y pasarla yo en tiempo de secas se hicieron más de cincuenta puentes..."
 Hernán Cortés, Quinta Carta de Relación, 1525.

Durante una visita al pueblo de Nacajuca, el 10 de abril de 1579, Vasco Rodríguez, alcalde mayor de Tabasco, ordenó a Melchor Alfaro Santa Cruz hacer el primer mapa de la provincia de Tabasco y redactar una memoria para enviar a España.
Aunque no se sabe con exactitud la fecha de la fundación española, se tiene conocimiento que en 1614 se construyó, en el pueblo de Nacajuca, la primera iglesia y la primera casa real, ambas hechas a base de paja, seto y barro.
El 31 de julio de 1843, las autoridades de San Antonio Nacajuca juraron las bases constitucionales sancionadas por el entonces presidente, el general Antonio López de Santa Anna.
El 23 de mayo de 1844, Manuel Antonio León, prefecto de Nacajuca, y el coronel Manuel Plasencia formaron una compañía de voluntarios para combatir la invasión a Tabasco, encabezada por el coronel Francisco de Sentmanat y Sayas.
El 15 de julio de 1845, el Ayuntamiento de Nacajuca levantó acta en la que reconocía como presidente de la República al general Juan José Herrera y como gobernador a Juan de Dios Salazar.
El 17 de noviembre de 1852, conforme a un decreto del congreso del estado, el partido de Nacajuca lo componen, además del pueblo de Nacajuca, cabecera del partido, los pueblos siguientes: Tucta, Mazateupa, Tapotzingo, Guatacalca, Tecoluta, Guaytalpa, Olcuatitán y Oxiacaque, con todas sus riberas, haciendas y rancherías.
El 14 de febrero de 1863, por decreto del Congreso del Estado, el pueblo de Nacajuca fue elevado a la categoría de villa, durante el periodo como gobernador del estado de Victorino Dueñas Outruani.
En enero de 1971, el gobernador Mario Trujillo García sancionó el decreto por el cual la villa de Nacajuca fue elevada al rango de ciudad.

## Demografía
Cuenta con 10 956 habitantes lo que representa un decrecimiento promedio de -0.31% anual en el período 2010-2020 sobre la base de los 11 289 habitantes registrados en el censo anterior. Ocupa una superficie de 5.227 km², lo que determina al año 2020 una densidad de 2096 hab/km².
| Gráfica de evolución demográfica de Nacajuca entre 2000 y 2020    |
|                                                                   |
| Fuente: Instituto Nacional de Estadística Geografía e Informática |

En el año 2010 estaba clasificada como una localidad de grado bajo de vulnerabilidad social.
La población de Nacajuca está mayoritariamente alfabetizada (2.93% de personas analfabetas al año 2020) con un grado de escolarización algo superior a los 11 años. El 5.91% de la población es indígena.

## Urbanismo

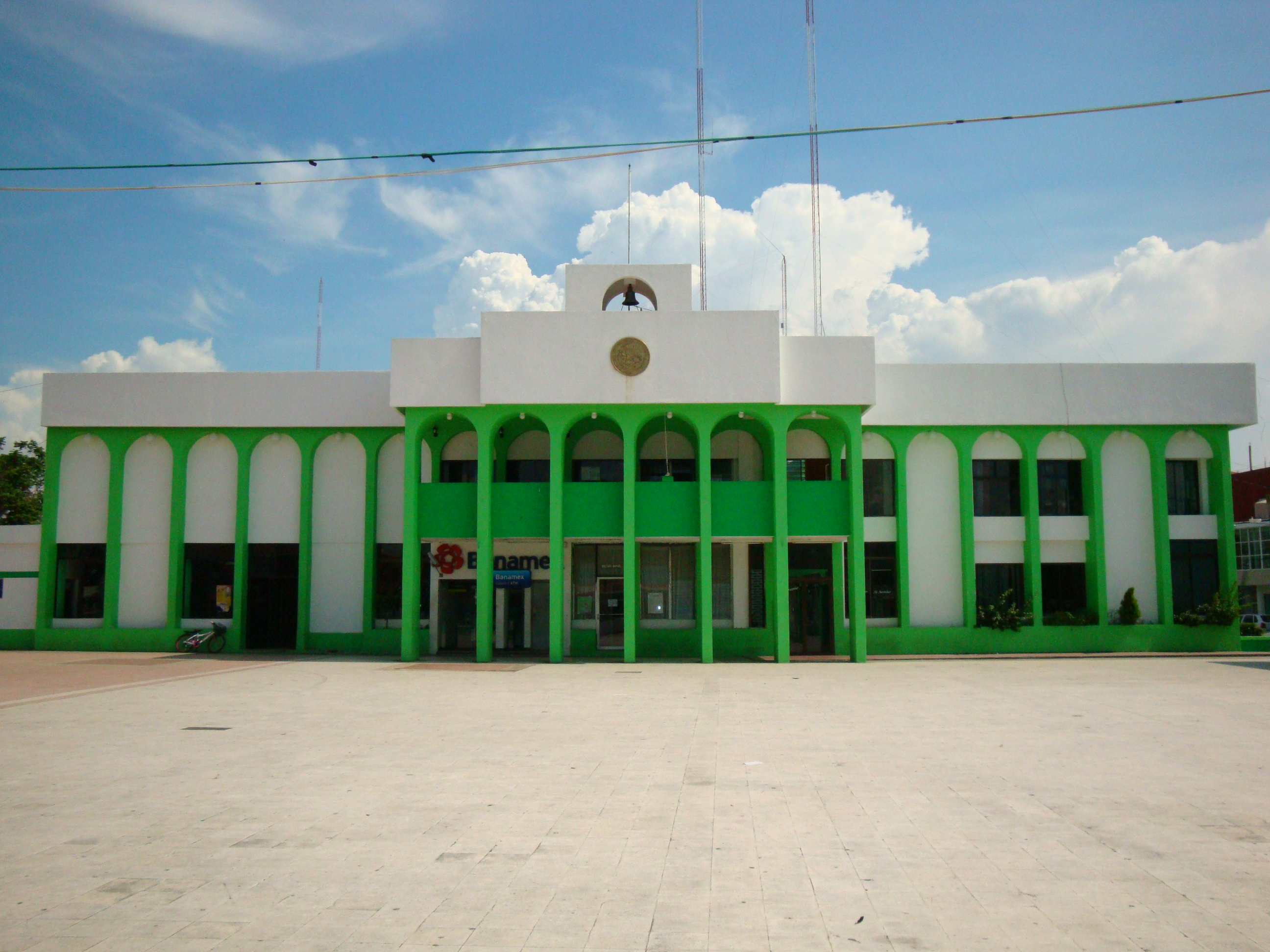
Palacio Municipal de Nacajuca

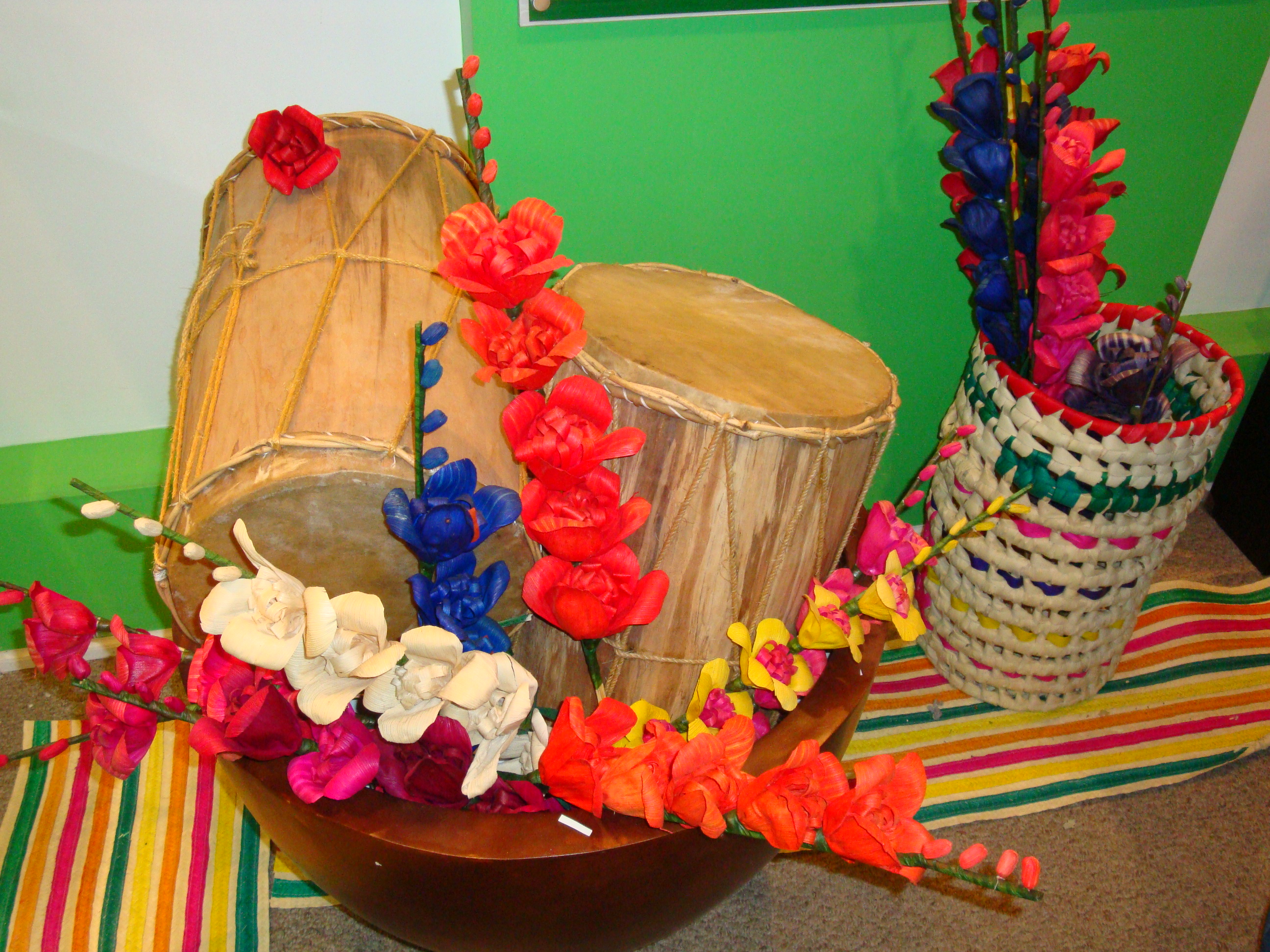
Artesanías típicas del municipio de Nacajuca

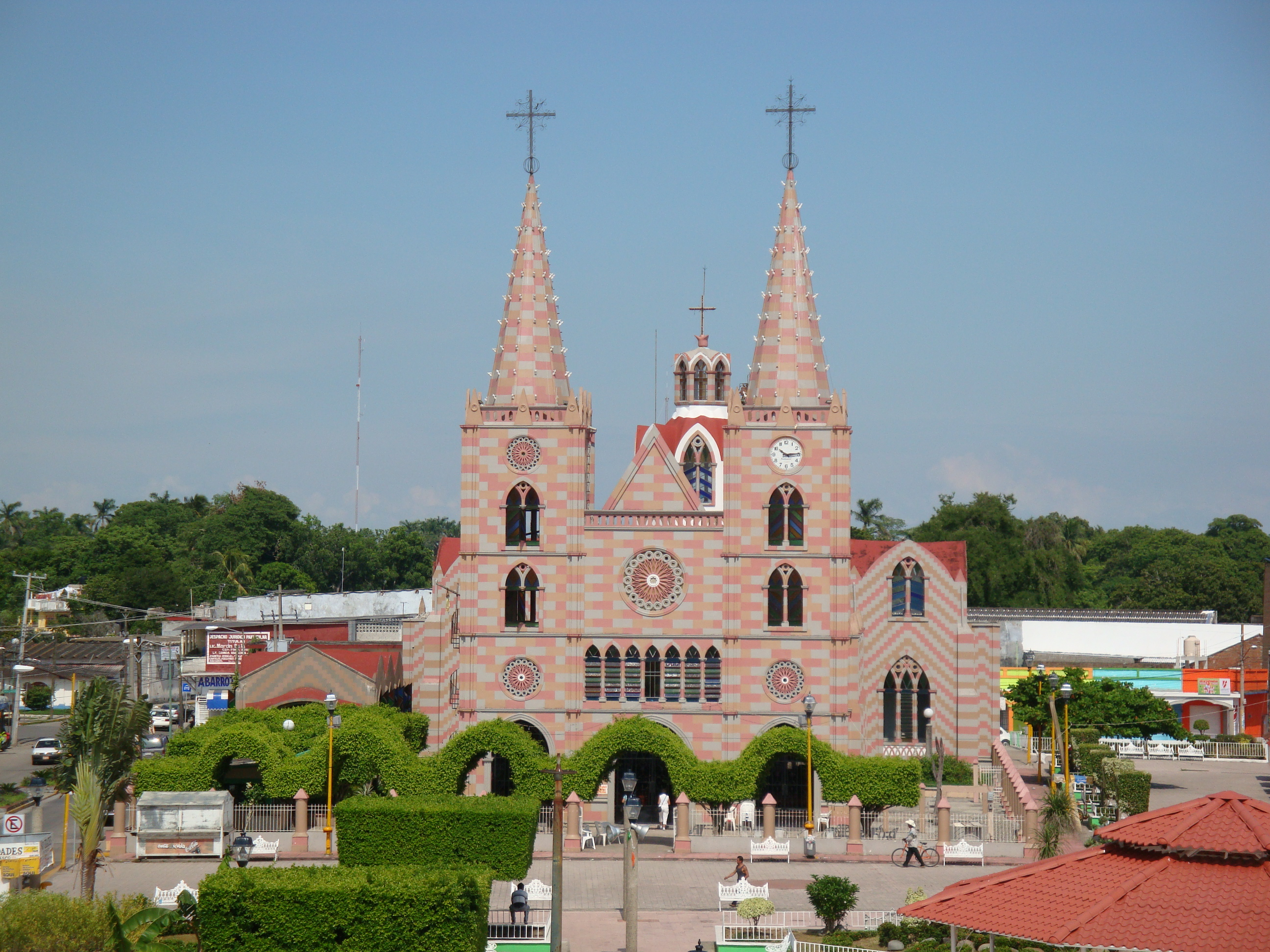
Iglesia de San Antonio de Padua

Nacajuca es una ciudad donde todavía se conservan algunas construcciones coloniales. Cuenta con las calles pavimentadas de concreto hidráulico; también existen parques, jardines, servicio de telefonía fija y red de telefonía celular, telégrafos y correo.

### Servicios públicos
Cuenta con servicio de energía eléctrica, agua potable, drenaje y alcantarillado, alumbrado público, seguridad pública y tránsito, servicio de limpia, mercados, pavimentación, rastros, panteón, parques y jardines.

## Economía

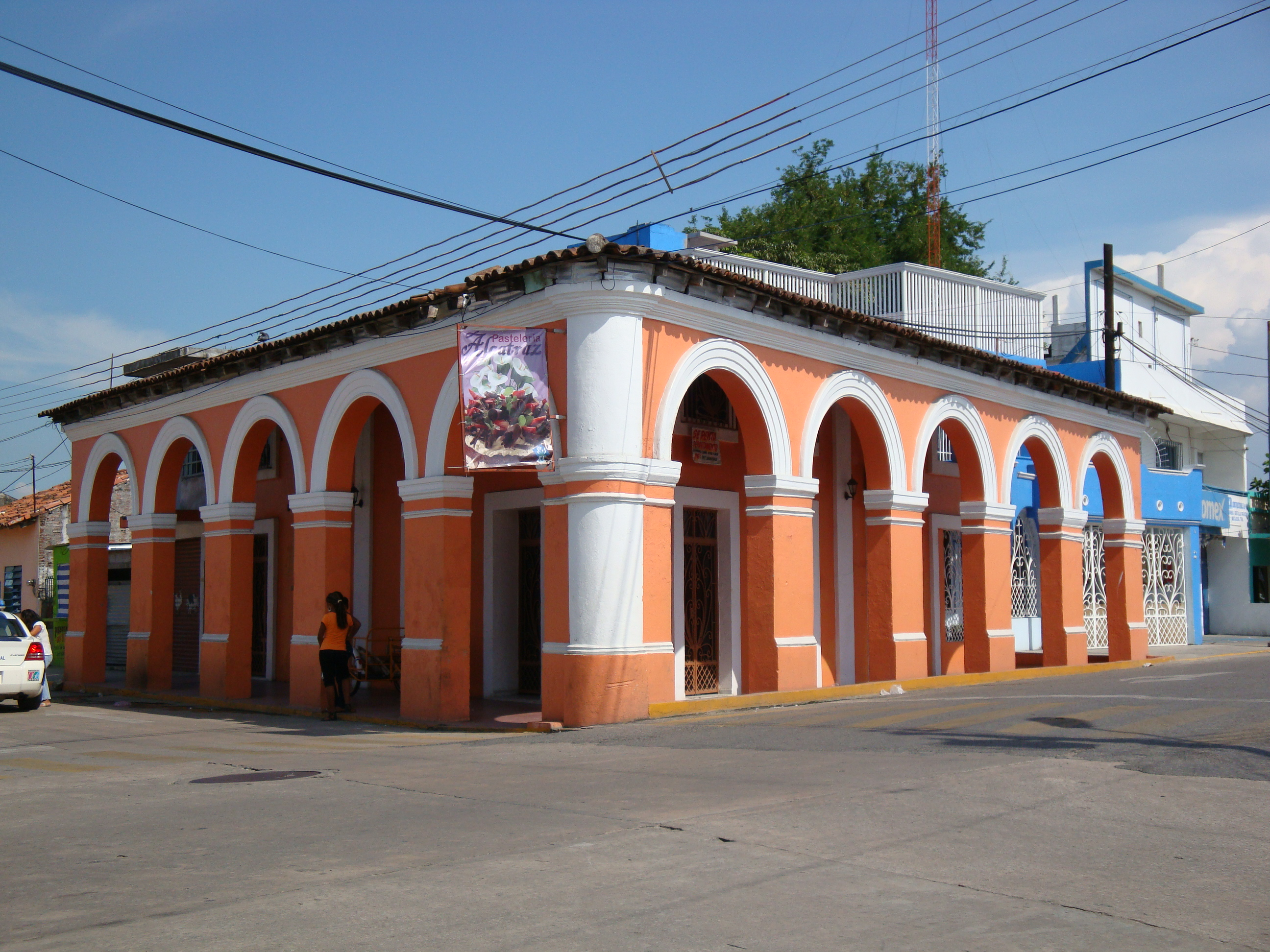
Casa colonial, en el centro de la ciudad.

### Comercio
El desarrollo de las actividades comerciales ha sido lento, y este sector se ha mantenido casi estático, debido principalmente a que la ciudad se localiza a 24 km de la capital del estado, y a 5 km de la ciudad de Jalpa de Méndez, por lo que la mayoría de sus habitantes acuden a estas dos ciudades para realizar sus compras.
Existen 204 establecimientos que se dedican principalmente a la venta de alimentos y productos básicos, misceláneas, abarrotes, tiendas de ropa, papelerías, restaurantes, fondas, hoteles, preparación de alimentos, farmacias, refaccionarias, mueblerías, papelerías, juguerías y tiendas de moda.

### Servicios
El municipio cuenta con servicios de banco, servicio de gasolineras, autotransporte de pasajeros y taxis.

## Turismo

### Templo de San Antonio de Padua
Es el principal templo de la ciudad de Nacajuca, se localiza frente al parque Hidalgo y muestra una arquitectura única en la región. Construida a base de cantera, presenta un estilo ecléctico, que contrasta con la arquitectura de la zona, con sus dos torres simétricas al frente.

### El malecón y la Plaza Artesanal
El malecón se localiza a orillas del río Nacajuca, y cuenta con un espacio para caminar y sentarse, alumbrado público y cancha de basquetbol. La Plaza Artesanal cuenta con varios locales en los que artesanos de diferentes comunidades del municipio venden sus productos a los visitantes.

### Atractivos cercanos

#### Corredor gastronómico"Bijhi Yoko'tan"

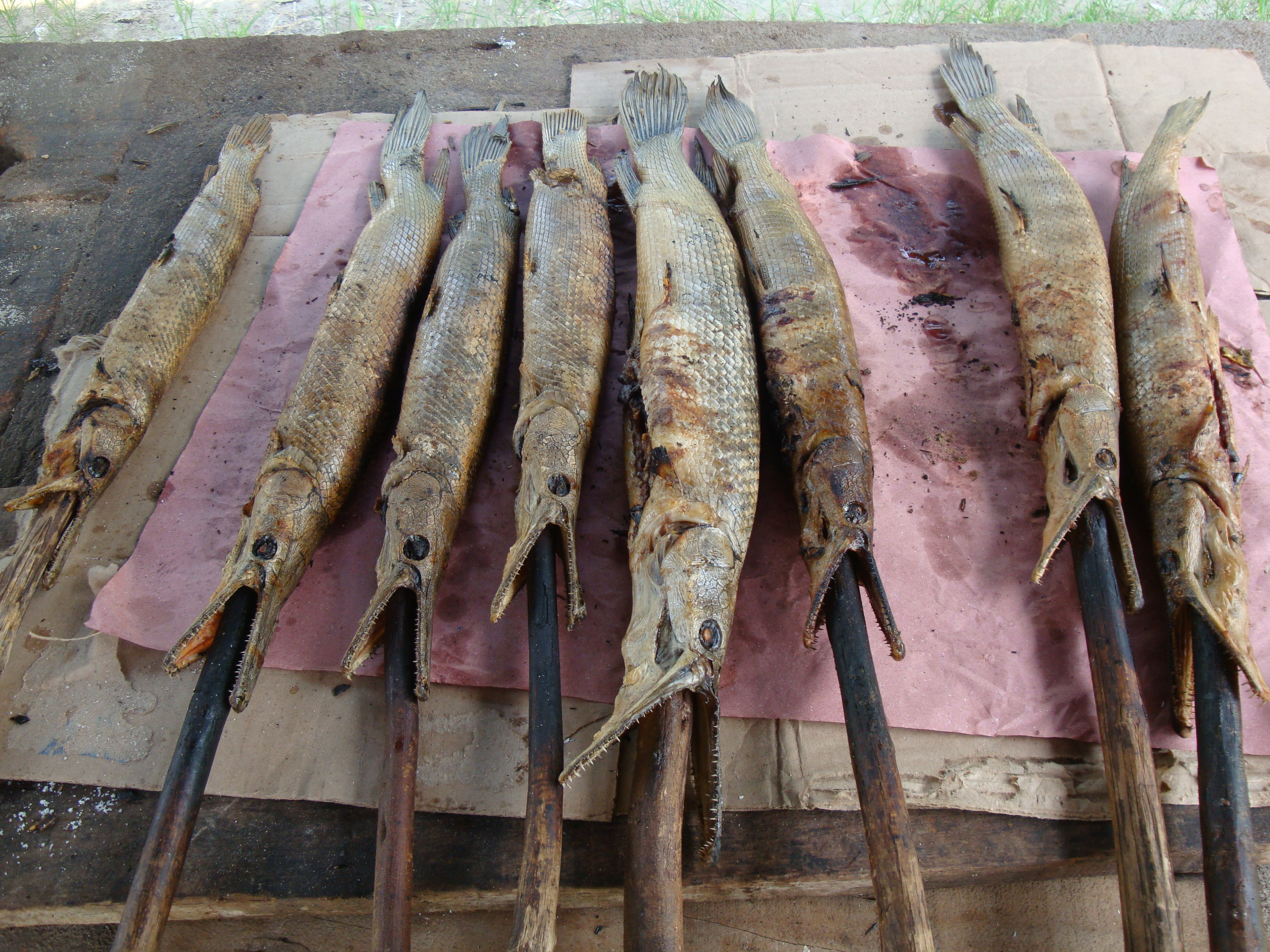
El pejelagarto asado, uno de los platillos típicos de la cocina tabasqueña.

Es un importante corredor en donde se localiza una gran cantidad de restaurantes que ofrecen platillos típicos tabasqueños a base principalmente de mariscos de la región. Se ubica en la carretera Villahermosa-Nacajuca.

#### Ruta pueblos chontales
Esta ruta turística consta de visitar varias poblaciones chontales, en las que el visitante puede degustar alimentos autóctonos tabasqueños y disfrutar de las coloridas iglesias de cada una de estas comunidades.

## Comunicaciones
A la ciudad de Nacajuca se puede llegar principalmente por dos carreteras:
- La carretera estatal Villahermosa-Nacajuca-Comalcalco, que comunica a la ciudad de Nacajuca con la capital del estado Villahermosa, así como también con las poblaciones de Jalpa de Méndez, Comalcalco y Paraíso.
- La carretera estatal Cunduacán-Jalpa de Méndez-Nacajuca, que comunica a Nacajuca con Cunduacán.

Así mismo, existen una gran cantidad de carreteras municipales que comunican a la cabecera municipal con las diversas poblaciones del municipio.